# داوید آبراهاموویچ
داوید آبراهاموویچ (ارمنی: Դավիթ Աբրահամովիչ؛ (به لهستانی: Dawid Abrahamowicz)؛ اوکراینی: Давид Абрагамович؛ ۳۰ ژوئن ۱۸۳۹ – ۲۴ دسامبر ۱۹۲۶) سیاستمدار ارمنی‌تبار اهل اتریش-مجارستان (لهستان) بود.

## زندگی‌نامه
وی در ۳۰ ژوئن ۱۸۳۹ در تورگوویتسا به دنیا آمد . وی برادر آدولف آبراهامویچ بود. وی در ۲۴ دسامبر ۱۹۲۶ در سن ۸۷ سالگی در لویو درگذشت و در گورستان لیچاکیو به خاک سپرده شد.